# Boaty McBoatface

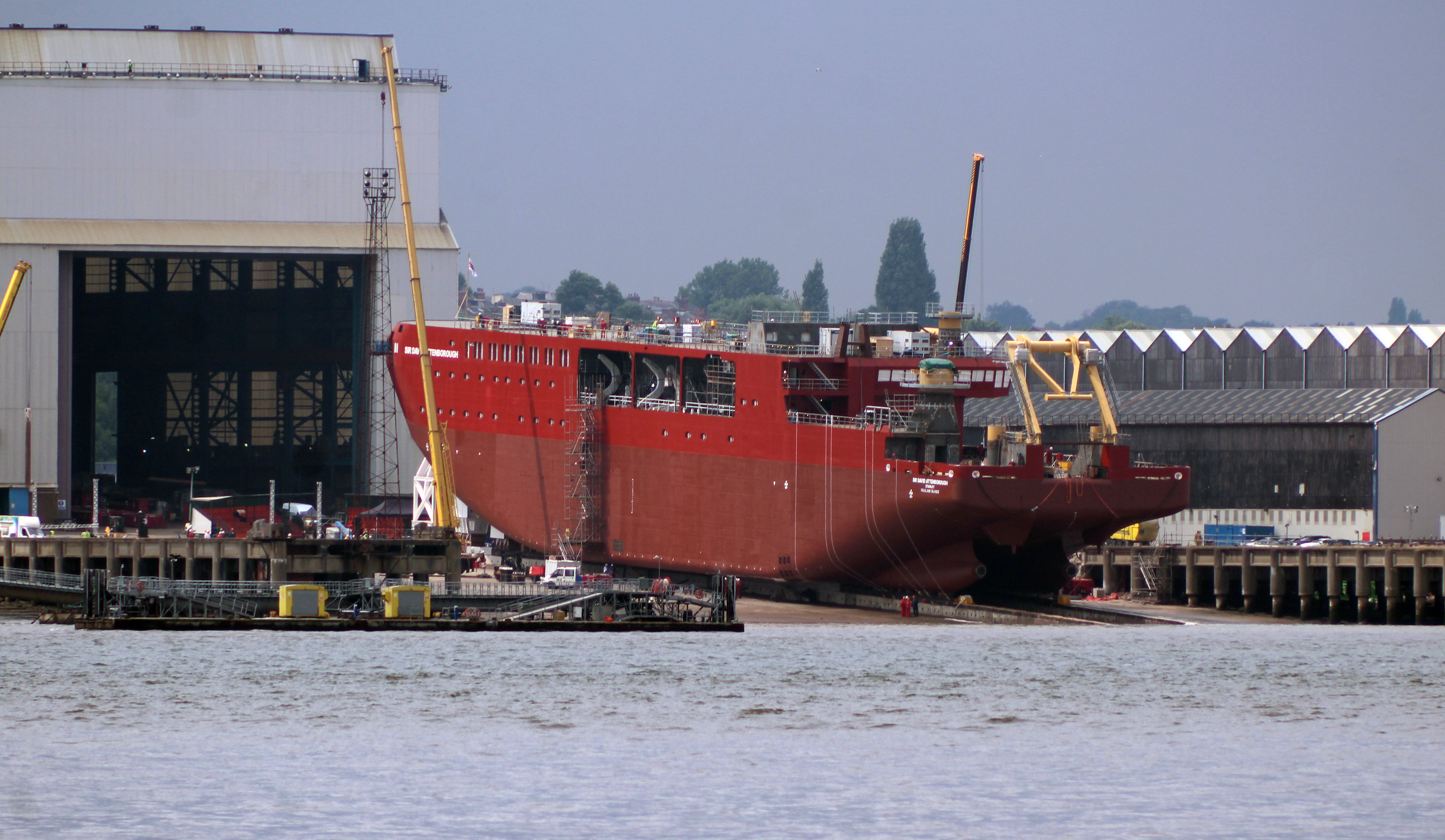
Sir David Attenborough na rampa de lançamento no dia anterior ao seu lançamento.

Barquinho McBoatface (Boaty McBoatface em ingles) é o barco principal de 
veículos subaquáticos autônomos da classe "Autosub Long Range" usado para a investigação científica realizada no navio de investigação RRS Sir David Attenborough  de propriedade do Natural Environment Research Council (NERC) e operado pela British Antarctic Survey (BAS). Devido a sua complexidade e o seu alcance ampliado, NERC está classificando-a como um autosub de longo alcance.

## Nomeação
O nome "Boaty McBoatface" foi originalmente proposta em Março de 2016 em uma pesquisa on-line para o nome do navio que iria eventualmente ser chamado RRS Sir David Attenborough.

## História
O barco foi submetido a testes marítimos avançados em 2016. Sua viagem inaugural foi em 3 de abril de 2017, para pesquisar como a água do fundo da Antártida deixa o Mar de Weddell e entra no Oceano Austral através da passagem de Orkney, ao sul do Chile.
Durante a missão de três dias, realizada em abril de 2017, estudou as mudanças de temperatura no Oceano Austral. O veículo subaquático autônomo (UAV) percorreu 180 quilômetros e mediu a temperatura, o teor de sal e a turbulência da água no fundo do oceano.  Os dados coletados por Boaty McBoatface, juntamente com outras medidas tomadas pelo navio de pesquisa RRS James Clark Ross, revelaram um mecanismo desconhecido em águas profundas que liga os ventos da Antártica ao aumento da temperatura no oceano.  O aquecimento resultante da água no fundo do mar é um contribuinte significativo para o aumento do nível do mar. No entanto, o mecanismo descoberto por Boaty não está embutido nos modelos atuais para prever o impacto do aumento das temperaturas globais nos oceanos.